# سرب استطلاع الطقس 53

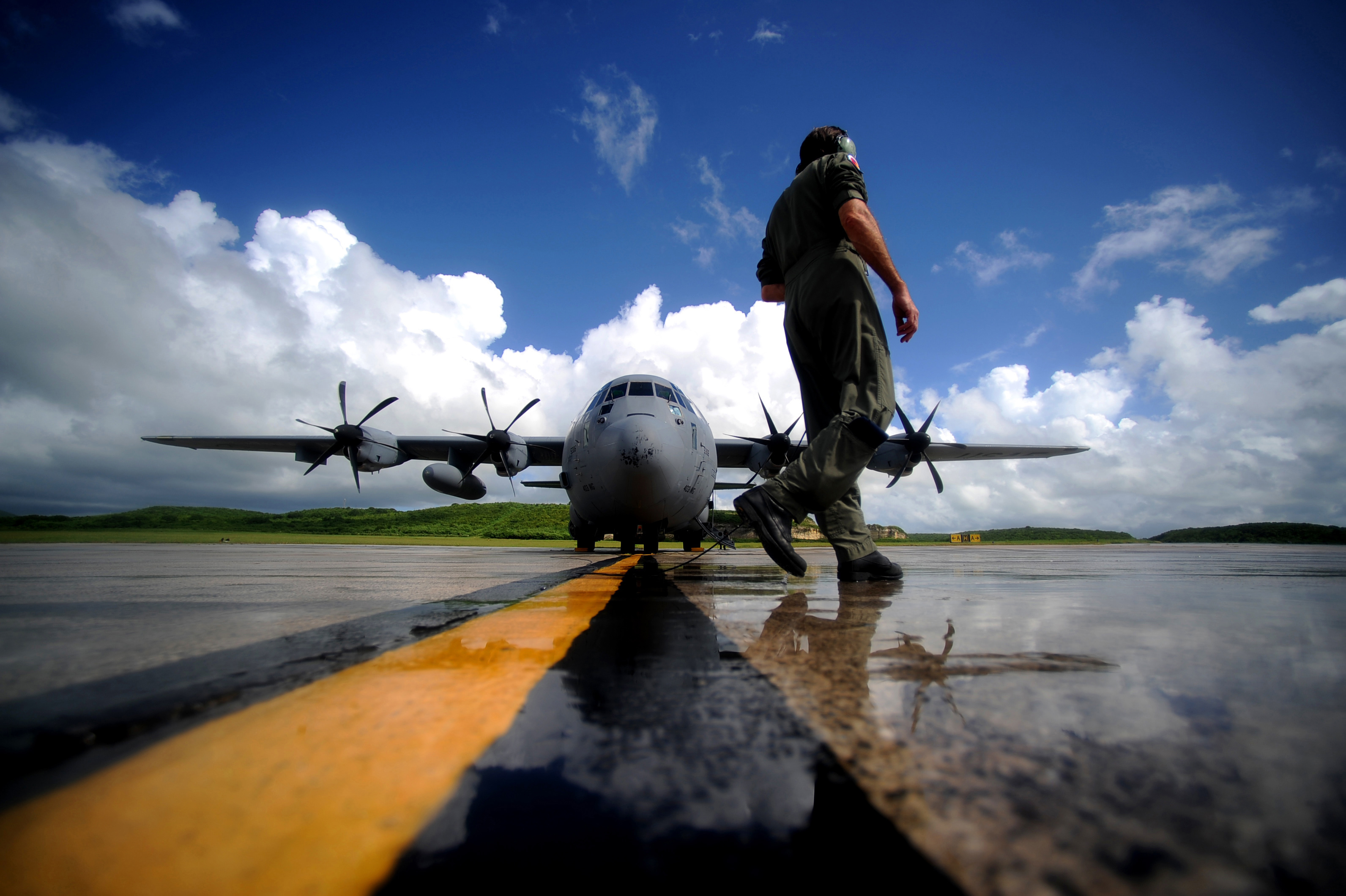
يقوم مسؤول تحميل الأحوال الجوية لطائرة WC-130J Hercules التابعة للفرقة 53 WRS بإجراء فحص ما قبل بدء تشغيل المحرك في سانت كروا، جزر العذراء، في 16 سبتمبر 2010. يمكن رؤية غلاف هوائي SFMR أسفل الجناح الأيمن الخارجي للمحرك رقم أربعة.

السرب 53 لاستطلاع الطقس (الاسم المستعار: صائدو الأعاصير) هو وحدة طيران تابعة للقوات الجوية الأمريكية، والمنظمة الوحيدة التابعة لوزارة الدفاع التي لا تزال تطير في العواصف الاستوائية والأعاصير.
يندرج تحت الجناح 403 لقيادة احتياطي القوات الجوية (AFRC) ومقره في قاعدة كيسلر الجوية في ولاية الميسيسيبي، بها عشر طائرات، ويطير في الأعاصير الاستوائية في المحيط الأطلسي والبحر الكاريبي وخليج المكسيك والمحيط الهادئ لاستطلاع الطقس مباشرة في تلك العواصف وما حولها.
يستخدم فوج الاستطلاع الجوي رقم 53 حاليًا طائرة لوكهيد دبليو سي 130 كمنصة لجمع بيانات الطقس.
تم تفعيل السرب في عام 1944 أثناء الحرب العالمية الثانية ليكون سرب الاستطلاع الجوي الثالث، لتتبع الطقس في شمال المحيط الأطلسي بين أمريكا الشمالية وأوروبا.
ثم تغير اسمه إلى سرب الاستطلاع الجوي رقم 53 في عام 1945، وتمت تسميته بصائدو الأعاصير في عام 1946. وأصبحت الفرقة 53 جزءًا من القوات الجوية الأمريكية قبل إيقاف نشاطها في عام 1947، ثم إعادة تنشيطها في عام 1951 كوحدة استطلاع للطقس بعيد المدى متمركزة في برمودا وإنجلترا،
ومنذ عام 1963 كانت متمركزة في جنوب الولايات المتحدة أو في بورتوريكو أساسًا لاستطلاع الأعاصير المدارية. ثم انتقل فوج الاحتياط الجوي رقم 53 إلى مكانه الحالي في قاعدة كيسلر الجوية في عام 1973، وبعد أن تم تعطيله لفترة وجيزة مرة أخرى بين عامي 1991-1993، أصبح وحدة احتياطية تابعة للقوات الجوية.
يختلف صائدو الأعاصير التابعون لاحتياطي القوات الجوية عن صائدي الأعاصير التابعين لوزارة التجارة ومقرهم في مطار لاكلاند ليندر الدولي في ولاية فلوريدا،  والذين يستخدمون زوجًا من طائرات لوكهيد دبليو بي-3دي أوريون،  وغلف ستريم الرابعة لاستطلاع الطقس وجمع البيانات والبحث العلمي. وبموجب مذكرة التفاهم مع الإدارة الوطنية للمحيطات والغلاف الجوي، تمتلك القوات الجوية الأميركية القدرة على القيام بخمس طلعات جوية يوميا من قاعدتها الرئيسية وموقعين آخرين لدعم متطلبات خطة الوطنية لعمليات الأعاصير، أو طلعتين جويتين يوميا خلال مواسم العواصف الشتوية.
كما يوفر السرب وحدة فرعية، وهي وحدة تنسيق الاستطلاع الجوي لجميع الأعاصير CARCAH، في المركز الوطني للأعاصير لتنسيق أنشطة كلتا المنظمتين.
بالتزامن مع عملياتها، يتولى سرب الاستطلاع الجوي 53 تجنيد وتنظيم وتدريب الأفراد المخصصين للقيام باستطلاع الطقس الجوي، كما أن أطقمها الجوية مؤهلة للتعامل مع مهام النقل الجوي التكتيكية.

## تاريخ

### التاريخ التشغيل

#### صيد الأعاصير
بدأت عمليات الاستطلاع الجوي للعواصف الاستوائية لأول مرة في سبتمبر 1935. حيث قامت خدمة الطقس الوطنية الأمريكية بإلغاء مركزية نظامها للتحذير من الأعاصير، والذي يعتمد إلى حد كبير على التقارير الواردة من السفن في البحر، وفتحت ثلاثة مراكز تحذير في سان خوان، وجاكسونفيل، ونيو أورليانز.
في شهر أغسطس، تابع مركز جاكسونفيل تقدم إعصار في شرق جزر البهاما، وحدد أنه سيمر عبر مضيق فلوريدا ويضرب الساحل الشمالي لكوبا. واتصلت خدمة الأرصاد الجوية الكوبية عندما لم تجد معلومات السفينة متاحة، لكن مسار العاصفة فقد عندما لم يلاحظ الكوبيون أي دليل عليها. وبناءً على تقرير من أحد طياري خطوط بان أمريكان العالمية، تم طلب رحلة من سلاح الجو الكوبي لمراقبة الطقس.
وفي 2 سبتمبر 1935 تطوع الطيار الأمريكي الكابتن ليونارد جيه بوفي، لتحديد موقع العاصفة. على الرغم من أنه لم يتمكن من اختراق العاصفة بطائرته كورتيس هوك 2، إلا أن بوفي قدم معلومات تشير إلى أن الإعصار كان يتحرك شمالاً إلى جزر فلوريدا كيز. دفع الدمار الذي أحدثه إعصار عيد العمال عام 1935 بوفي إلى التوصية بدوريات جوية منتظمة لمراقبة الأعاصير.
كان إعصار المفاجأة عام 1943 الذي ضرب هيوستن أثناء الحرب العالمية الثانية، بمثابة أول رحلة جوية مقصودة نحو إعصار. في ذلك الصيف، سمع الطيارون البريطانيون الذين تلقوا تدريبهم كطيارين مدربين على الآلات في مطار برايان العسكري أن المدرسة كانت تخلي طائرات التدريب نورث أمريكان تي-6 تيكسان في مواجهة الإعصار القادم، وبدأوا في إزعاج مدربيهم بشأن صلاحية الطائرة للطيران. كان قائد مدرسة الطيران الآلي ،  المقدم جوزيف دكورث، وهو طيار سابق في خطوط إيسترن أيرلاينز، والذي طور إجراءات الطيران الآلي لحاملة الطائرات، يراهن على طلابه في سلاح الجو الملكي البريطاني بأنه يستطيع الطيران بأمان في العاصفة والعودة.
وفي 27 يوليو 1943، استخدم طائرة تدريب مع الملازم الثاني رالف أوهير كملاح، وطار بها مباشرة إلى عين العاصفة. وعند عودته سالمًا، تولى ضابط الطقس الملازم الأول ويليام إتش جونز-بورديك محل الملاح، وحلق دكورث في العاصفة التي أصبحت فوق الأرض للمرة الثانية، وهذه المرة سجل ملاحظاته ودرجات الحرارة داخل العاصفة.
وقد أثبتت هذه الرحلات إمكانية استطلاع الأعاصير.
بعد 24 يوما، تحديدًا في 19 أغسطس 1943، سجلت محطة الأرصاد الجوية التابعة للقوات الجوية الأمريكية في والر فيلد في ترينيداد ضغط جوي منخفض بشكل غير معتاد، كما تلقت تقريرا مماثلا من قاعدة بين في سانت لوسيا. بالإضافة إلى تقرير عن رياح قوية شرقية من طائرة تابعة للبحرية الأمريكية هبطت في القاعدة ترينيداد البحرية، أدت هذه البيانات إلى أول مهمة استطلاع طقس لتحديد مكان اضطراب استوائي لم يسجل من قبل، ونفذت المهمة صباح اليوم التالي.
حلقت طائرة بي-25 ميتشل التابعة للفرقة 25 للقصف (وحدة مكافحة الغواصات في ساحة إدنبرة القريبة)، من والر إلى باربادوس ثم اتجهت شرقاً على ارتفاعات تتراوح بين 8000-600 قدم (2440-180 متر) إلى قلب الإعصار الثالث عام 1943.
وقد قامت البعثة بتسجيل ملاحظتها أثناء الطيران على خريطة باستخدام تقنيات تحديد المواقع الملاحية القياسية، وأرسلتها إلى قاعدة بين لإعادة توجيهها إلى والر وساحة بورينكوين في بورتوريكو.

#### تاريخ
تم تفعيل سرب استطلاع الطقس رقم 53 في 7 أغسطس 1944 في مطار بريسكايل الدولي في ولاية مين، باسم فوج الاستطلاع البحري رقم 3.
نفذت العديد من رحلاتها من قاعدة غاندر، نيوفاوندلاند، باستخدام طائرات B-25. كانت مهمتها الرئيسية هي مراقبة الطقس على طول طرق العبارات الجوية بين أمريكا الشمالية وأوروبا الغربية الحليفة.
في سنة 1946، عندما حصل السرب 53 على طائرة بوينج RB-29 سوبر فورترس (حاليًا WB-29) كطائرته الأساسية،
تم استخدام مصطلح صائدو الأعاصير لأول مرة لوصف مهامه. وعلى الرغم من أنها ليست المنصة المثالية لاستطلاع الطقس، إلا أن طائرة WB-29 أثبتت أنها آمنة وموثوقة نسبيًا.
حدث أول اختراق لإعصار في 19 أكتوبر 1947 بواسطة طائرة RB-29 من سرب استطلاع الطقس رقم 53 في إعصار لاف بالقرب من برمودا، مما يؤكد أن اختراق العواصف الاستوائية على ارتفاعات منخفضة آمن إلى حد ما.
انتقل السرب من غاندر إلى نيو هامبشاير في فلوريدا؛ ثم قاعدة كيندلي الجوية في برمودا ثم قاعدة القوات الجوية الملكية في بيرتونوود في إنجلترا، مع قاعدة متقدمة في ظهران في المملكة العربية السعودية؛ ثم عاد لبرمودا لفترة وجيزة، ثم قاعدة هانتر الجوية في جورجيا. في عام 1966.
وبينما كان يحلق بطائرة لوكهيد دبليو سي 130، غادر السرب رقم 53 الولايات المتحدة إلى قاعدة رامي الجوية في بورتوريكو.
عندما أغلقت رامي في عام 1973، انتقل صائدو الأعاصير إلى موقعهم الحالي في قاعدة كيسلر الجوية في ميسيسيبي.

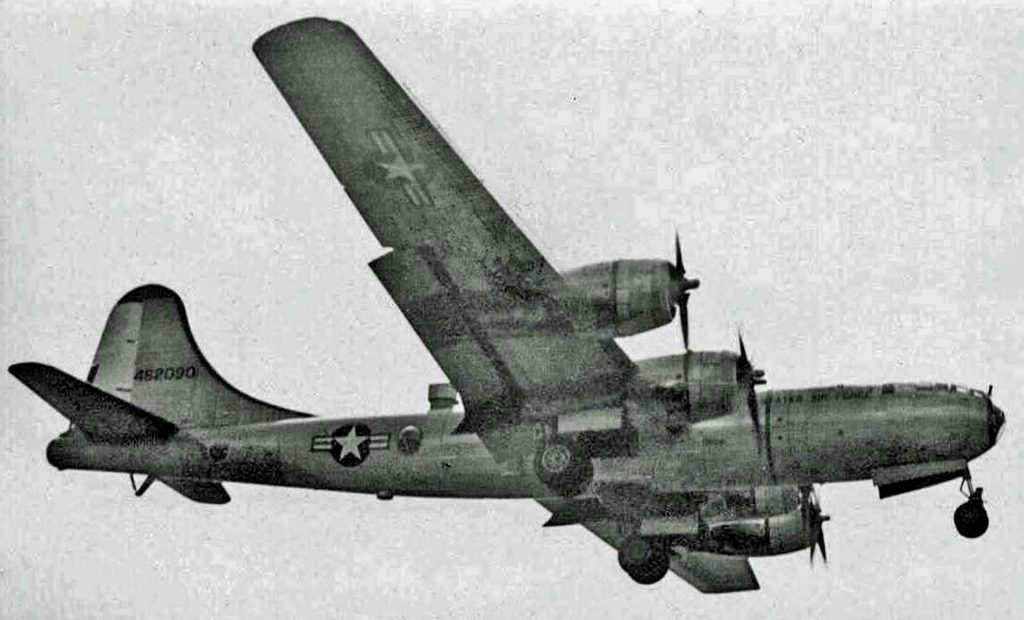
هبوط طائرة الأرصاد الجوية بوينج WB-29A التابعة للسرب رقم 53 في قاعدة سلاح الجو الملكي البريطاني في بيرتونوود عام 1954

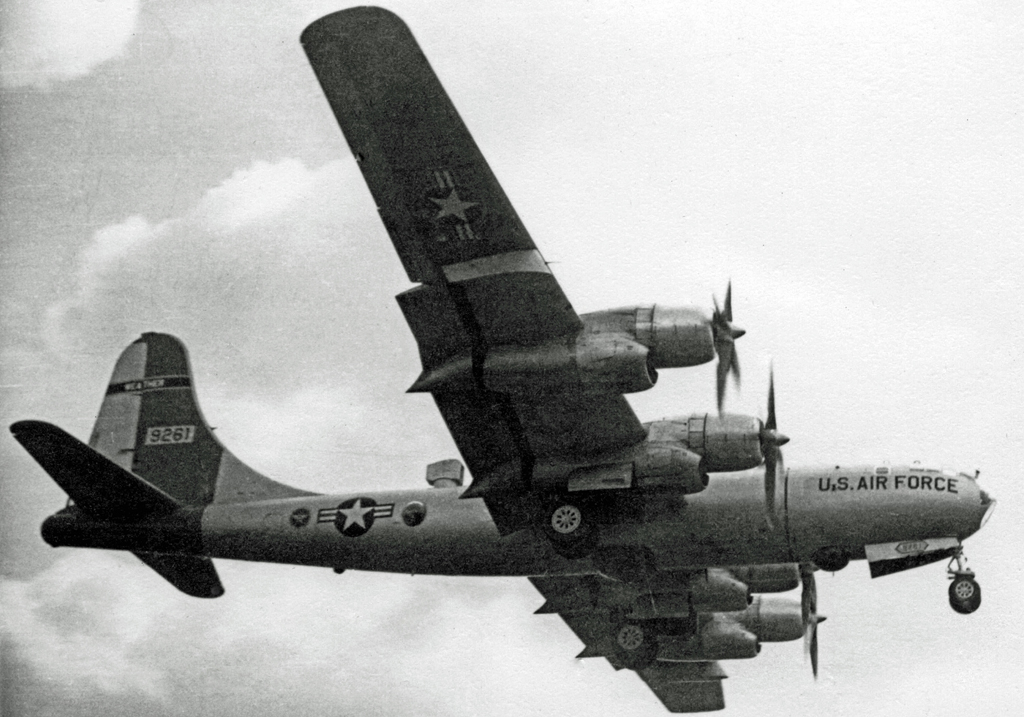
هبوط طائرة الأرصاد الجوية بوينج WB-50D التابعة للسرب رقم 53 في قاعدة RAF Burtonwood في عام 1956. تقع محطة المراقبة وأخذ العينات أعلى الجزء الخلفي من جسم الطائرة

في 18 سبتمبر 1953، أثناء وجوده في قادة كيندلي الجوية في برمودا، عانى السرب من خسارته الوحيدة المتعلقة بالمهمة، وهي طائرة من طراز WB-29.
خلال عودتها إلى القاعدة خرجت إحدى المروحيات عن السيطرة في محرك الجناح الأيمن من الجهة الداخلية، وانفصلت المروحة عن عمودها وضربت المحرك المجاور لها، مما اشعل النيران في الجناح والمحرك الخارجي. أمر الطيار بالقفز من الطائرة فورًا، لكن الطائرة فقدت توازنها ولم ينجُ سوى ثلاثة من أفراد الطاقم المكون من 10 أفراد.
في عام 1965، أصبح السرب رقم 53 أول من يستخدم طائرة WC-130 بعد اعتمادها رسميًا، وقد أقلعت أول رحلة استطلاعية من قاعدة رامي الجوية في 27 أغسطس 1965، لتخترق عين إعصار بيتسي.
في سبعينيات القرن العشرين، وبعد الانتقال إلى قاعدة كيسلر، شارك السرب 53 في إنجازين رائدين بتعديل اللوائح للسماح للنساء بالعمل كأفراد طاقم جوي.
أصبحت الرقيب فيكيان إسبوزيتو أول امرأة تعمل كمشغلة لجهاز المسبار المائي، وأول امرأة مؤهلة كليًا للعمل ضمن طاقم جوي (باستثناء ممرضات الطيران) في تاريخ القوات الجوية،
وقد وافقت عليها قيادة القوات الجوية في ديسمبر 1973 كإستثناء من اللوائح التي تحظر تعيين النساء، رغم اعتراضات القائد العام لقيادة التنقل الجوي.
وفي أكتوبر 1977، بعد إلغاء اللائحة، أصبحت الملازم الأول فلورنس فاولر واحدة من أول امرأتين تم تعيينهم كملاحين.
في عام 1976، تم تغيير اسم السرب الجوي التكتيكي رقم 815 التابع لاحتياطي القوات الجوية، والمتمركز في قاعدة كيسلر إلى سرب الطقس رقم 815 (متتبعو العواصف) وعمل كسرب تابع للسرب 53 حتى عام 1987.
بعد نقص عدد طائرات WC-130 تحولت السرب الطقس رقم 815 لسرب جوي تكتيكي.
في يونيو 1991 تم حل سرب استطلاع الطقس رقم 53 التابع للقوات الجوية النظامية لأسباب مالية.
وتم نقل معداتها وأفرادها إلى سرب رقم 815، والذي شكل سربًا جديدًا لاستطلاع الطقس بالإضافة إلى دوره في النقل الجوي.
في 1 نوفمبر 1993، نتيجة لأضرار إعصار أندرو، أعيد تفعيل سرب استطلاع الطقس رقم 53 كسرب احتياطي دائم في القوات الجوية ليتولى مهمة استطلاع الطقس من فوج الاستطلاع الجوي رقم 815.
تم بناء هياكل طائرات WC-130H التي كان يستخدمها السرب رقم 53 في عامي 1964-1965 باسم C-130Es.
وأظهر إعصار أندرو الحاجة إلى نماذج مطورة لمواصلة مهمة صيد الأعاصير، وقد وافق الكونجرس على تمويل عشر نماذج بديلة في السنة المالية 1998.
في 11 أكتوبر 1999، استلم السرب رقم 53 أول طائرة من طراز لوكهيد دبليو سي 130، وأجرت بها اختراق إلى إعصار ليني في 16 نوفمبر.
أدت المشاكل التي واجهها النموذج الجديد، والتي كانت أغلبها الأضرار التي لحقت بمراوحها المكونة من 6 شفرات والمصنوعة من مادة مؤلفة نتيجة البرد والجليد، ونقص الحساسية في صور الرادار الملونة، إلى تأخير قدرته التشغيلية الأولية حتى موسم الأعاصير عام 2005.
تم التغلب على مشكلة المروحة عن طريق ربط غلاف معدني بالحافة الأمامية لكل شفرة، وتم التغلب على مشكلة الرادار عن طريق التغييرات في ترميز برنامج الرادار.
أثناء التحويل إلى الطائرة الجديدة، واصل السرب مهمتها في استطلاع الطقس وأضاف نوعًا جديدًا من المهام الخاصة بالطقس في عام 2003، باستخدام طائرات WC-130J لإسقاط العوامات قبل العواصف الاستوائية الوشيكة.
في عام 2004، بدأت السرب التدريب لدعم مهام النقل الجوي التكتيكي بالإضافة إلى مهمتها الجوية لاستطلاع الطقس.
تسبب وصول إعصار كاترينا إلى اليابسة في 29 أغسطس 2005 في أضرار مدمرة بقاعدة كيسلر. وتشير التقديرات إلى أن ثلث أفراد الجناح 403 الرئيسي فقدوا منازلهم أو تضرروا بشدة.
لكن السرب الذين انطلق من قاعدة دوبينز الجوية الاحتياطية بالقرب من أتلانتا في جورجيا عندما ضرب الإعصار، لم يتأخر عن أي مهمة أثناء الإعصار أو العواصف التي تبعته.
تأثرت عمليات سرب استطلاع الطقس رقم 53 بقرار خفض الميزانية الفيدرالية في عام 2013.
وأفاد قائد الجناح 403 في 24 يوليو 2013 بأن تقليص عدد إجازات الموظفين، التي تصل إلى يومين في كل فترة لكل فرد، أدى إلى خفض القدرة التشغيلية بنسبة 20%.
خلال فترة خفض الميزانية، كان السرب قادرًا على العمل على إعصارين فقط في وقت واحد بدلاً من ثلاث عواصف في المعتاد، وأن هذه الوتيرة لا يمكن تحملها إلا لمدة خمسة أو ستة أيام.

## مهمات السرب

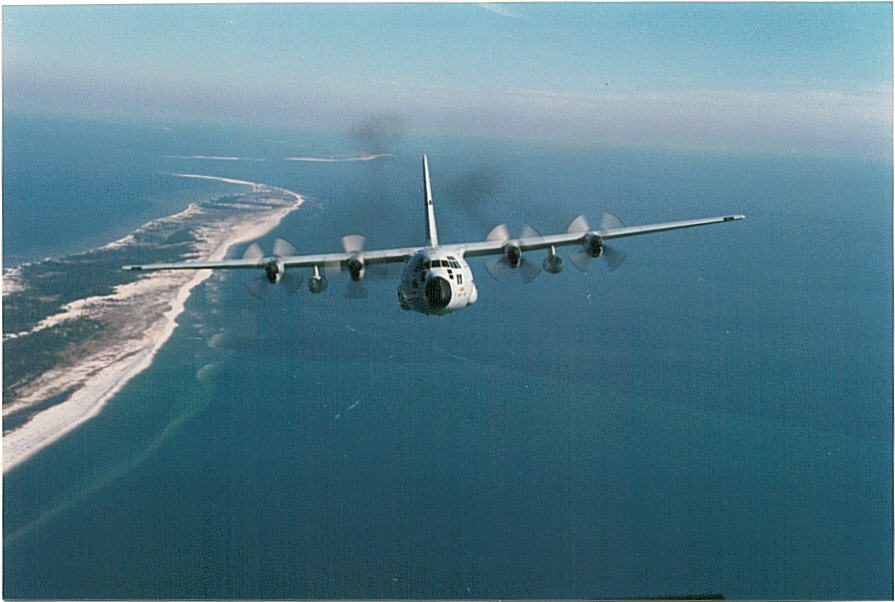
طائرة هيركوليس WC-130H أثناء الطيران

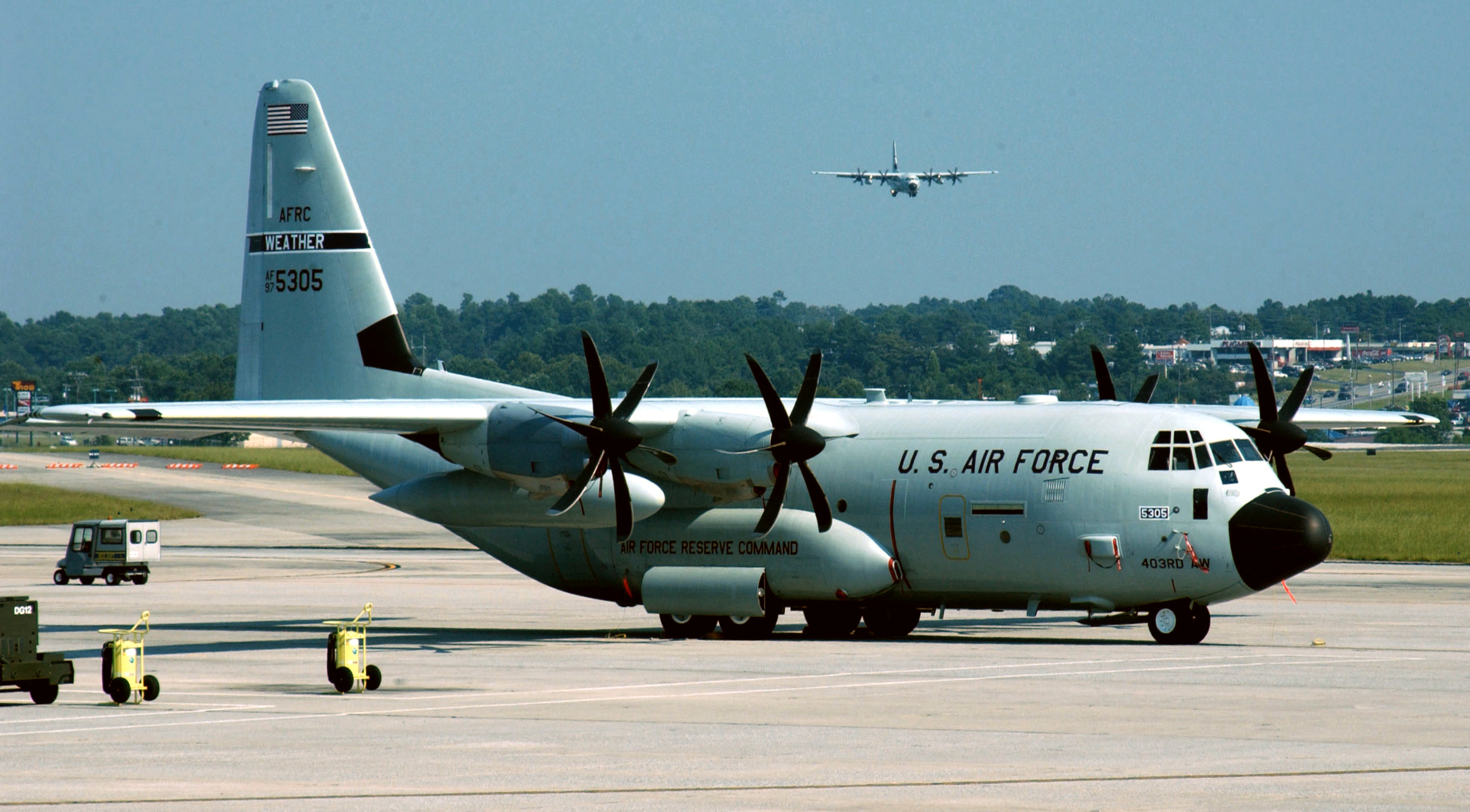
طائرة هيركوليس WC-130J على المنحدر في قاعدة دوبينز الجوية في ولاية جورجيا، مع هبوط آخر خلفها، أثناء إعادة الانتشار لمواجهة إعصار كاترينا.

يستخدم السرب رقم 53، إشارات النداء بين (70- 79) Teal، لتنفيذ مهام في الأعاصير وأنظمة الجوية لأغراض البحث والرصد. رغم أن الأقمار الصناعية أحدثت ثورة في قدرة الأرصاد الجوية على اكتشاف الأعاصير المدارية قبل تشكلها، إلا أن هناك العديد من المعلومات لا يستطيع القمر الصناعي اكتشافها؛ مثل تحديد الضغط الجوي داخل الإعصار، وسرعة الرياح.
وهذه البيانات ضرورية للتنبؤ بدقة بتطور الأعاصير وحركتها. وبما أن الأقمار الصناعية لا تستطيع جمع هذه البيانات، والسفن بطيئة للغاية وعرضة للخطر، فإن الطريقة الوحيدة لجمع هذه المعلومات هي باستخدام الطائرات.
فيما يلي المعايير الجوية التي تقاس، مرتبة حسب الأولوية:
- الموقع الجغرافي لمركز الدوامة في مستوى الطيران، والموقع النسبي لمركز السطح، إذا كان معروفًا
- يتم تحديد ضغط مستوى سطح البحر عن طريق المسبار المائي أو الاستقراء من مسافة 1,500 قدم (460 متر) من سطح البحر أو من الارتفاع المحسوب 925 هكتوباسكال، أو 850 هكتوباسكال، أو 700 هكتوباسكال؛
- الحد الأدنى للارتفاع 700 أو 850 أو 925 هكتوباسكال، إن أمكن.
- بيانات الرياح (ملاحظات مستمرة على طول مسار الرحلة) للسطح ومستوى الطيران.
- بيانات الرياح السطحية من مقياس الإشعاع الميكروويفي ذو التردد المتدرج (SFMR).
- سرعات دوبلر الشعاعية ثلاثية الأبعاد عالية الكثافة لدوران قلب الإعصار.
- درجة الحرارة عند مستوى الطيران.
- معدل هطول الأمطار من SFMR.
- درجة حرارة سطح البحر.
- درجة التكثف عند مستوى الطيران.

تم تجهيز سرب استطلاع الطقس رقم 53 بعشر طائرات من WC-130J مزودة بأجهزة لجمع البيانات الجوية المطلوبة.
يقع مجال صائدي الأعاصير من منتصف المحيط الأطلسي إلى جزر هاواي، على الرغم من تكليفهم أيضًا بالتحليق في الأعاصير في المحيط الهادئ أحيانًا، بالإضافة إلى جمع البيانات العواصف الشتوية.
يكلف صائدي الأعاصير بدعم العمليات المستمرة على مدار 24 ساعة مع القدرة على الطيران إلى ما يصل إلى 3 عواصف في وقت واحد بزمن استجابة يبلغ 16 ساعة. مما يستلزم تنظيم المهمات بتوفر عشرة أطقم جوية بدوام كامل وعشرة أطقم بدوام جزئي.
توظف طائرة WC-130J طاقمًا قياسيًا مكونًا من خمسة أشخاص وهم الطيار، ومساعد الطيار، وضابط أنظمة القتال (CSO)، وضابط استطلاع الطقس الجوي (ARWO)، ومسؤول التحميل/مشغل المسبار الجوي، مع تعيين مسؤول تحميل ثانٍ عند الحاجة.
يعد ضابط استطلاع الطقس الجوي (ARWO) أخصائي الأرصاد الجوية ويعمل كمدير للعمليات داخل العاصفة. يتدرب الطاقم مرتين شهريًا في قاعدة كيسلر الجوية ويقوم بمهام استطلاع الطقس عندما تكون متاحة.
تلقى طيارو ومسؤولو التحميل تدريبهم الأولي على طائرة C-130J في مركز تدريب النقل الجوي التكتيكي التابع للجناح رقم 314 في قاعدة ليتل روك الجوية في أركنساس.
لا يوجد لدى ضباط الأنظمة القتالية، وضباط استطلاع الطقس الجوي مدرسة رسمية، بل لديهم تدريب داخلي في قاعدة كيسلر باستخدام منهج معتمد من قيادة التعليم والتدريب الجوي لتدريبهم على مهامهم المتخصصة.
يعمل السرب من مطار هنري رولسن في سانت كروا كموقعه الأساسي المتقدم للعمليات في حوض شمال الأطلسي.
منذ عام 1996، عندما نقل السرب عملياته من أنتيغوا إلى جزر العذراء الأمريكية للعمل من الأراضي الأمريكية، يقوم السرب كل عام في شهر مايو بتخزين معدات الصيانة والمواد اللازمة في رولسن استعدادًا للموسم المقبل.
من يوليو إلى سبتمبر، يتواجد عادةً ثلاثة أطقم في سانت كروا في أي وقت مع تناوبات انتشار لأسبوع واحد في الشهر.
منذ عام 1969، يقوم السرب أيضًا باستطلاع العواصف الشتوية على سواحل الولايات المتحدة بين 1 نوفمبر و15 أبريل لدعم المراكز الوطنية للتنبؤ البيئي.
تتم هذه المهام عند أقصى ارتفاع للطائرة WC-130 30,000 قدم (9,100 م) مما يعرضهم للاضطرابات والبرق وتراكم الجليد. يقوم الطاقم بجمع البيانات قبل أنظمة الجوية، وإسقاط عوامات الطقس على طول مساراتهم، قبل أن تنتقل بعيدًا عن الساحل الشرقي للمساعدة في تحديد إذا كانت الظروف مناسبة لتكون العواصف نوريستر الثلجية.
في عامي 1997-1998، قام السرب أيضًا بالتحليق فوق العواصف الشتوية في خليج ألاسكا.
وتستغرق المسارات المحددة مسبقًا بين 6-11 ساعة، مع تنفيذ مهمة واحدة إلى ثلاث مهام لكل حدث عاصفة شتوية كبرى.
أصبح استطلاع العواصف الشتوية في شرق المحيط الهادئ أمرًا قياسيًا خلال شهر فبراير، حيث يعمل أطقم الرحلات المؤقتة من قاعدة إلمندورف الجوية في ألاسكا، أو قاعدة هيكام الجوية في هاواي.

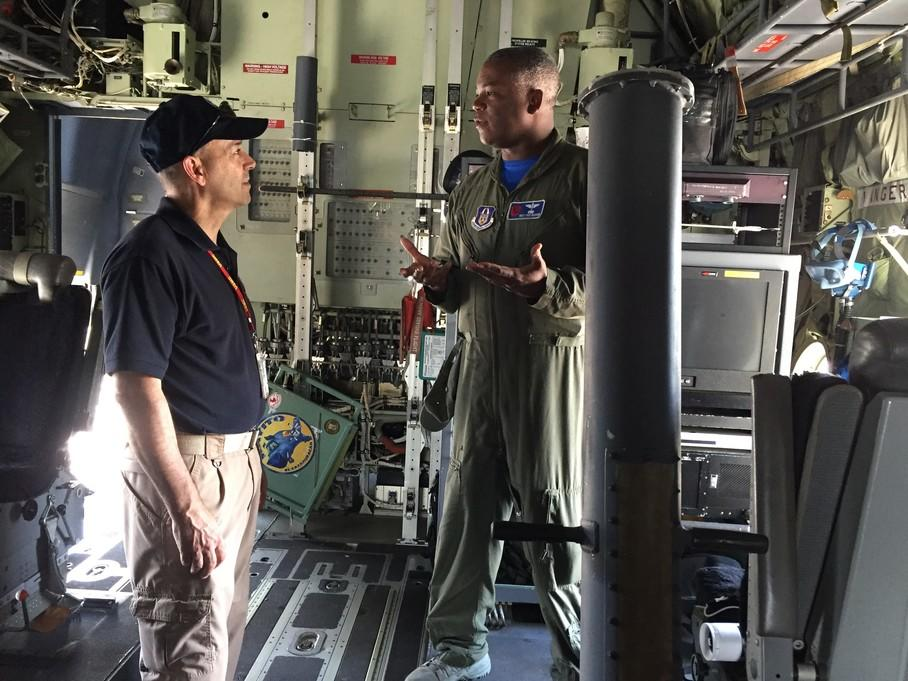
يناقش سرب استطلاع الطقس 53 وموظفو إدارة الطوارئ الفيدرالية عمليات طائرات السرب على متن طائرة WC-130J Super Hercules التابعة لاحتياطي القوات الجوية

يعمل السرب بشكل وثيق مع المركز الوطني للأعاصير (NHC)، وهو قسم تتبع لهيئة الأرصاد الجوية الوطنية (NWS) في ميامي، والذي يتتبع الأعاصير لتقديم خدمة الإنذار المبكر لعواصف حوض الأطلسي. وهي تحافظ على وحدة فرعية، وهى رئيس تنسيق الاستطلاع الجوي لجميع الأعاصير (CARCAH)، في المركز الوطني للأعاصير كنقطة اتصال وتوفر الموظفين والمعدات اللازمة لتنسيق متطلبات وزارة التجارة لبيانات الأعاصير، والتكليف بمهام الاستطلاع الطقس ومراقبة جميع البيانات المرسلة من طائرات استطلاع الطقس التابعة لوزارة التجارة والسرب رقم 53.
ولذلك فإن CARCAH مسؤول عن إعداد ونشر وتنسيق خطة عمل الأعاصير المدارية اليومية (TCPOD) خلال موسم الأعاصير.
يحتفظ السرب بمحطات اتصالات أرضية عبر الأقمار الصناعية ذات تهيئة مماثلة ضمن رئيس الاستطلاع الجوي لجميع الأعاصير (CARCAH) في مركز الوطني للأعاصير ومنشأته في كيسلر لاستقبال ومعالجة البيانات من الطائرات.
تتم صيانة محطة كيسلر الأرضية كنسخة احتياطية للنظام الأساسي في المركز الوطني للأعاصير (NHC)، والذي يتمتع بقدرة أكبر على بث البيانات، وفي حال حدوث عطل طويل الأمد في الاتصالات الفضائية بالمركز الوطني للأعاصير يقوم أفراد CARCAH بتشغيل محطة كيسلر. أما أثناء الانقطاعات المؤقتة، يعمل أفراد السرب رقم 53 في كيسلر كمشغلين وينقلون البيانات من الطائرة عبر خط أرضي إلى محطة CARCAH الأرضية.
ترسل البيانات المعالجة إلى نظام إدارة وتوزيع المنتجات الجوية (WPMDS) التابع لوكالة طقس القوات الجوية في قاعدة أوفوت الجوية في ولاية نبراسكا، والذي يعيد توجهها إلى بوابة الاتصالات التابعة لهيئة الأرصاد الجوية الوطنية في سيلفر سبرينغ في ولاية ماريلند، لتوزيعها عالميًا.
يمتلك موقع كيسلر قدرة اتصال مباشرة مع (WPMDS) في حالة فشل الخط الأرضي أو الإنترنت بين كيسلر والمركز الوطني للأعاصير.
يوفر النظام أيضًا مسارات إرسال احتياطية إلى WPMDS باستخدام خوادم NHC المحلية واتصال الأقمار الصناعية بكيسلر في حالة انقطاع الإنترنت، باستثناء إذا كان الانقطاع يحدث في قاعدة أوفوت.

### الملفات التشغيلية للأعاصير الاستوائية
عندما يشتبه في أن اضطرابًا استوائيًا قد يتطور إلى إعصار استوائي أو شبه استوائي، يقوم المركز الوطني للأعاصير بتعيين رقم تتبع مؤقت له.
ويطلب من السرب رقم 53 تحديد ما إذا كانت الرياح تهب في دوران عكس اتجاه عقارب الساعة، مما يشير إلى " دورة إعصارية مغلقة". تتم هذه المهمة التحقيقية على ارتفاع يتراوح بين 500–1,500 قدم (150–460 م) فوق سطح المحيط في النمط الذي يحدده ضابط استطلاع الطقس الجوي(ARWO) على متن طائرة WC-130 بناءً على الظروف المرصودة باستخدام مقياس إشعاع الميكروويف بتردد متدرج (SFMR). لمراقبة أمواج المحيط باستمرار لتحديد سرعة واتجاه الرياح.
يوفر حقلا الرياح والضغط المنخفضان صورة دقيقة لمتنبئي المركز الوطني للأعاصير. تنفذ المهام الاستقصائية عادةً خلال النهار وقد توقت لتصل إلى منطقة التحقيق عند الشروق أو الغروب. غالبًا ما تجعل درجات الضغط المنخفضة، والمناطق الواسعة، والرياح الخفيفة في مناطق النشاط الحملي الثقيل من الصعب الحصول على تحديدات دقيقة لمركز الاعصار في مناطق الدوران الضعيفة، مما يشكل تحديًا لمهارات الأطقم.
بمجرد أن يحدد المركز الوطني للأعاصير وجود دوران داخل الاضطراب، تصبح مهمة تحديد موقع مرقمة بالتسلسل، وتجرى في البداية كل ست ساعات من خلال رحلات متناوبة بالتعاون مع مهام الإدارة الوطنية للمحيطات والغلاف الجوي(NOAA)، ثم على فترات مدتها ثلاث ساعات عندما تتحرك العاصفة ضمن معايير محددة.
أثناء مهمة تحديد الموقع، يوجه ضابط استطلاع الطقس الجوي (ARWO) الطائرة إلى عين الاعصار من خلال مراقبة عرض الرادار، ودرجة الحرارة، والضغط، ورسم خريطة حقول الرياح بينما تقوم الطائرة بمنعطفات يسارية.
قد لا تتطابق الاعاصير التي يتم تحديدها من خلال معايير فردية مثل الملاحظة البصرية في نفس الموقع الجغرافي. وقد تنزاح المراكز السطحية والعلوية عدة أميال.
ولإجراء تقييم موثوق لحجم وتكوين الاضطراب، يطير الطاقم عبره باستخدام (نمط الطيران ألفا) الذي يتكون من اتجاهات رئيسية بمسافة 105 ميل بحري (190 كـم).
يتكرر نمط طيران ألفا مرتين على الأقل خلال المهمة، والتي تشهد عادةً اختراق عين الاعصار أربع مرات. ويمكن تعديل الأنماط لتتناسب مع ظروف الطقس.
في أغسطس 2011، عندما اقترب إعصار إيرين من شبه جزيرة ديلمارفا من اليابسة، وجه ضابط استطلاع الطقس الجوي (ARWO) طائرة من السرب رقم 53 نمطًا بمسارات أقصر ودورات أسرع نظرًا لقرب اليابسة، مما أدى إلى سبع تحديدات لعين الاعصار في رحلة واحدة.
يتم جمع بيانات طقس الرحلة باستمرار وإرسالها مباشرة إلى المركز الوطني للأعاصير عن طريق الأقمار الصناعية.
وبما أن طائرة WC-130J غير مجهزة للتزود بالوقود جواً، يستمر نمط ألفا حتى يتم الوصول إلى الحد الأدنى لاحتياطي الوقود، أو حتى يتلقى مركز الأعاصير الوطني (NHC) جميع البيانات التي يحتاجها.
يتم الدخول إلى الأعاصير الكبرى (الفئة 3 أو أعلى في مقياس سفير-سمبسون ) عند حوالي 10,000 قدم (3,000 م).
أثناء اختراق عين الاعصار، يتم إطلاق مسبار جوي لتحديد أقصى سرعات الرياح المستمرة على السطح ويتم إطلاق مسبار قطري ثانٍ في عين الاعصار للكشف عن أدنى ضغط على السطح.
بعد الخروج من العين، ينشئ ضابط استطلاع الطقس الجوي (ARWO) رسالة بيانات الدوامة التي تتضمن خط العرض والطول الدقيق لعين الاعصار، وأقصى سرعة للرياح وأقصى درجة حرارة وأدنى ضغط على مستوى سطح البحر.
يبلغ متوسط زمن مهمة الاستطلاع عشر ساعات، منها خمس إلى ست ساعات في القاعدة، وهذا بعتمد على بعد العاصفة من القاعدة، وذلك عند تكليفه بإجراء ثلاث تحديدات للموقع على فترات زمنية تبلغ ثلاث ساعات.

## النسب
- تأسس سرب استطلاع الطقس رقم 3 في 7 أغسطس 1944.

تم تفعيله في 31 أغسطس 1944.
أعيد تسميته إلى السرب 53 لاستطلاع الطقس في 26 يناير 1945.
أعيد تسميته إلى سرب استطلاع الطقس بعيد المدى رقم 53 في 15 يونيو 1945.
أعيد تسميته إلى السرب 53 للاستطلاع بعيد المدى جدًا في 27 نوفمبر 1945.
أوقف في 15 أكتوبر 1947
- أعيد تسميته إلى السرب 53 للاستطلاع الاستراتيجي للطقس في 22 يناير 1951

تم تفعيله في 21 فبراير 1951

أعيد تسميته إلى السرب 53 للاستطلاع الجوي في 15 فبراير 1954
أوقف في 18 مارس 1960
- تم تنظيمه في 8 يناير 1962

عطل في 30 يونيو 1991
- أعيد تفعيله في 1 نوفمبر 1993 إلى الآن.

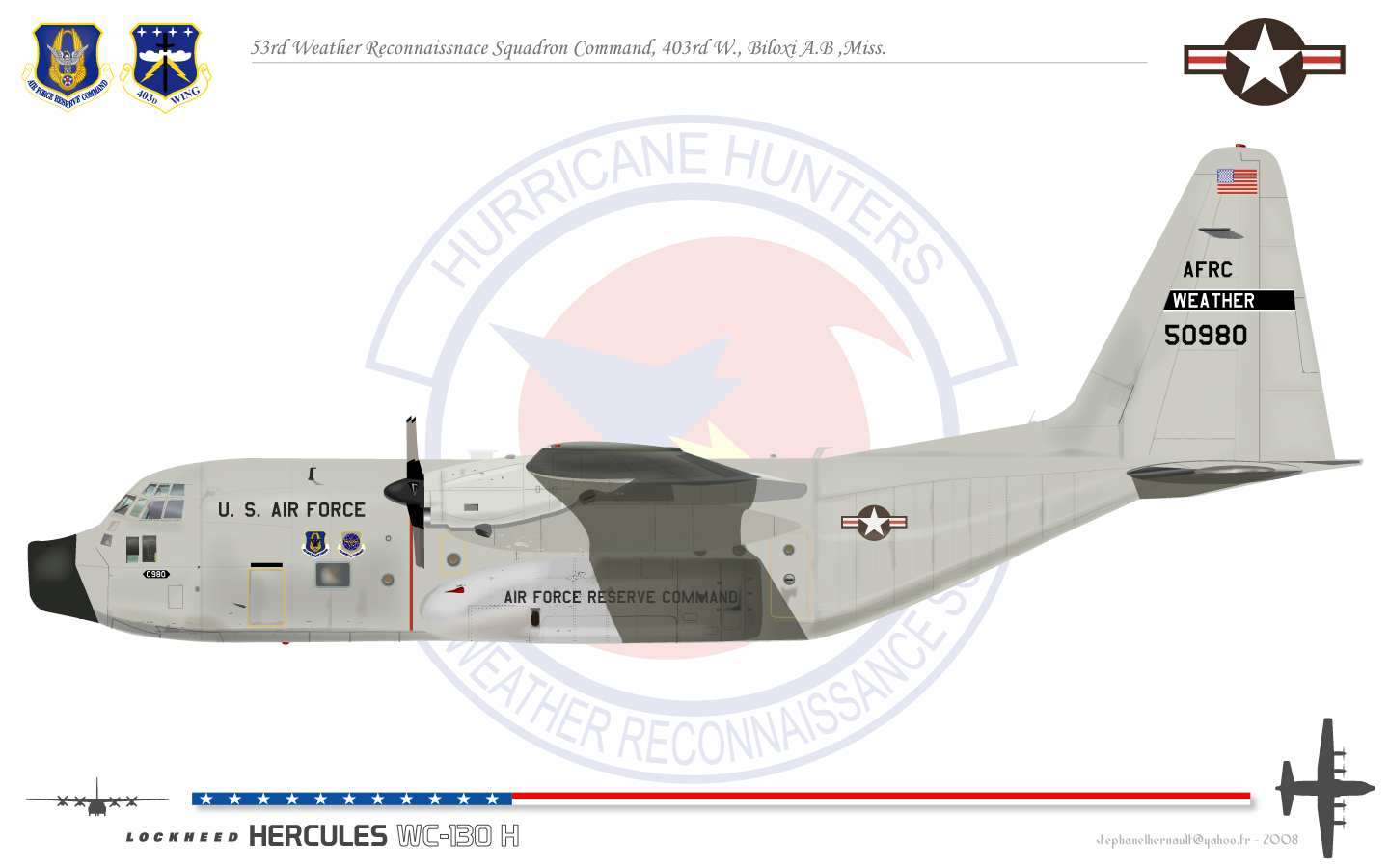
WC-130H للفوج 53 من WRS

## مسلسلات تلفزيونية
أعلنت قناة الطقس في يناير 2012 أنها ستقدم سلسلة وثائقية واقعية من ست حلقات تحت اسم (Hurricane Hunters) في يوليو 2012 تصور عمليات السرب رقم 53 خلال موسم الأعاصير 2011.
وحتى قبل عرضها لأول مرة، كانت السلسلة وشبكتها محاطة بالجدل عندما كشفت عضوة في السرب رقم 53، الرائد (ثم النقيب) نيكول ميتشل، وهي ضابطة استطلاع الطقس الجوي (ARWO) وخبيرة أرصاد جوية على الشاشة في قناة TWC في 4 يونيو 2012 أنها رفعت دعوى قضائية في 9 سبتمبر 2011 في محكمة مقاطعة المنطقة الشمالية من جورجيا ضد قناة الطقس، و شركة إن بي سي العالمية، وشركة بين كابيتال، وشركة مجموعة بلاكستون، مدعية أن إنهاء عملها في عام 2010 كان على أساس خدمتها بدوام جزئي في احتياطي القوات الجوية، وكان تمييزيًا وينتهك قانون حقوق التوظيف وإعادة التوظيف لأفراد القوات المسلحة الموحدة (USERRA) لعام 1994.
تم تصوير الموسم الثاني من تسعة أجزاء في أغسطس وأكتوبر 2012، وبث على قناة الطقس بدءًا من يونيو 2013.
أصبحت ميتشل بعد ذلك كبير خبراء الأرصاد الجوية في قناة الجزيرة أميركا، وبعد سبتمبر 2015 أصبحت خبيرة الأرصاد الجوية الوحيدة المتبقية في القوات الجوية التي لديهل خبرة شخصية في الطيران خلال إعصار كاترينا. [بحاجة لمصدر]